# Antonio Oliveros
Antonio Oliveros Sánchez (Villanueva de la Sierra (Cáceres), 23 de enero de 1764- hacia 1820), sacerdote católico español, Canónigo de San Isidro de Madrid y diputado por la provincia de Extremadura.

## Biografía
Hijo legítimo del matrimonio formado por Francisco Oliveros y Antonia Sánchez.
Alumno de la Universidad de Salamanca desde  el 13 de noviembre de 1777, cuando quedó matriculado en el Bachilleramiento de Artes, y el 10 de junio de 1784, fecha en la que obtuvo el título de Bachiller en Teología.
Ordenado sacerdote en Salamanca, en 1793 logró por oposición una de las canongías de la iglesia sacramental y capilla madrileña de San Isidro.

## Cortes de Cádiz
Uno de los nueve diputados elegidos en Badajoz el 23 de julio de 1810 en representación de Extremadura.
Elegido Diputado propietario por el procedimiento para las provincias libres de los franceses en representación de la provincia de Extremadura.
Formó parte de la comisión de cinco diputados encargada por el  Consejo Supremo de Regencia de Consejo Supremo de Regencia de reconocimiento de los poderes de los  diputados que se encontraron en la Real isla de León el 24 de septiembre de 1810, sesión constitutiva.
Formó parte de siete comisiones: Poderes, Libertad de imprenta, Periódico de las Cortes, Arreglo y Organización de las Provincias, Constitución, Sanidad y Secretaría de las Cortes.

## Regreso a Madrid
Regresa a Madrid dedicándose a sus tareas sacerdotales.  Por su vinculación al bando liberal en las Cortes de Cádiz fue detenido el 10 de mayo de 1814, tras  el golpe militar del general Elio que supuso la reimplantación del poder absoluto de Fernando VII.
Fue condenado al exilio el 15 de diciembre de 1815.